# Este es el romance del Aniceto y la Francisca...
Pour plus de détails, voir Fiche technique et Distribution.
Este es el romance del Aniceto y la Francisca, de cómo quedó trunco, comenzó la tristeza y unas pocas cosas más... (traduction en français : C'est l'histoire d'Aniceto et Francisca, comment ils se rencontrèrent, le début de la tristesse et quelques autres petites choses...) est un film argentin de Leonardo Favio sorti en 1967.

## Synopsis
Dans un village de la province de Mendoza, Aniceto élève un coq de combat. Il rencontre une jeune domestique, Francisca. Pauvres et sans famille, les deux êtres se mettent en ménage. Aniceto est un joueur impénitent, gagnant à peine quelque argent grâce à son coq. De son côté, Francisca se lève tôt, quotidiennement, pour assurer la survie du ménage. À la suite d'une dispute, Aniceto est poignardé et se retrouve emprisonné. Francisca l'attend patiemment et s'occupe du coq comme Aniceto le lui a commandé. C'est alors que le destin du jeune homme croise celui de Lucía, une femme provocante qui attire irrésistiblement les hommes... La discorde s'installe dans le couple et Francisca est bientôt chassé par Aniceto qui décide de parier tout ce qu'il possède pour sa nouvelle compagne.

## Fiche technique
- Titre du film : Éste es el romance del Aniceto y la Francisca...
- Réalisation : Leonardo Favio
- Scénario : L. Favío, Carlos Flores d'après un conte de Jorge Zuhair Jury, El cenizo.
- Photographie : Juan José Stagnaro - Noir et blanc
- Musique : Los Wawancó
- Montage : Armando Blanco, Antonio Ripoll
- Production : Armando Bresky et Walter Achúgar pour Renacimiento Films
- Pays de production :  Argentine
- Langue originale : Espagnol
- Durée : 63 minutes
- Année de sortie : 1967

## Distribution
- Federico Luppi : Aniceto
- Elsa Daniel (es) : Francisca
- María Vaner (es) : Lucía
- Edgardo Suárez : Renato
- Cacho Mendoza : l'homme dans le cockpit
- Ernesto Cutrera : le fils de Don Yiyo

## Récompenses
- Cóndor de Plata du meilleur film et du meilleur réalisateur en Argentine.

## Commentaire
- Le titre - le plus long du cinéma argentin - annonce, tel un conte populaire, les péripéties qui s'enchaînent et divisent le récit en trois parties : Comment ils se rencontrèrent, Début de la tristesse, ...et quelques autres petites choses. Leonardo Favio narre l'histoire d'un triangle amoureux. L'intrigue est un lieu commun des fantasmes masculins : « Francisca, une jeune fille dévouée (Aniceto l'appelle la "petite sainte") et Lucía, passionnément sexuelle, s'affrontent comme deux coqs de combat pour l'amour du mâle. Aniceto est, quant à lui, un anti-héros fidèle à lui-même jusqu'à la fin. »[1].
- Fidèle à la leçon de son maître Leopoldo Torre Nilsson, Favio choisit la voie de la sobriété et de l'intimisme. Sous une apparente simplicité, la mise en scène est, en revanche, très élaborée. « Grâce à ce double processus, le film plonge en profondeur dans les méandres les plus primitifs de l'amour et du désir. »[1]